# 卡斯泰洛城主教座堂
43°27′24″N 12°14′17″E / 43.45667°N 12.23806°E
卡斯泰洛城聖弗羅里杜斯聖阿曼提烏斯主教座堂（Cattedrale dei Santi Florido e Amanzio）位于意大利翁布里亚大区卡斯泰洛城，是天主教卡斯泰洛城教區的主教座堂。

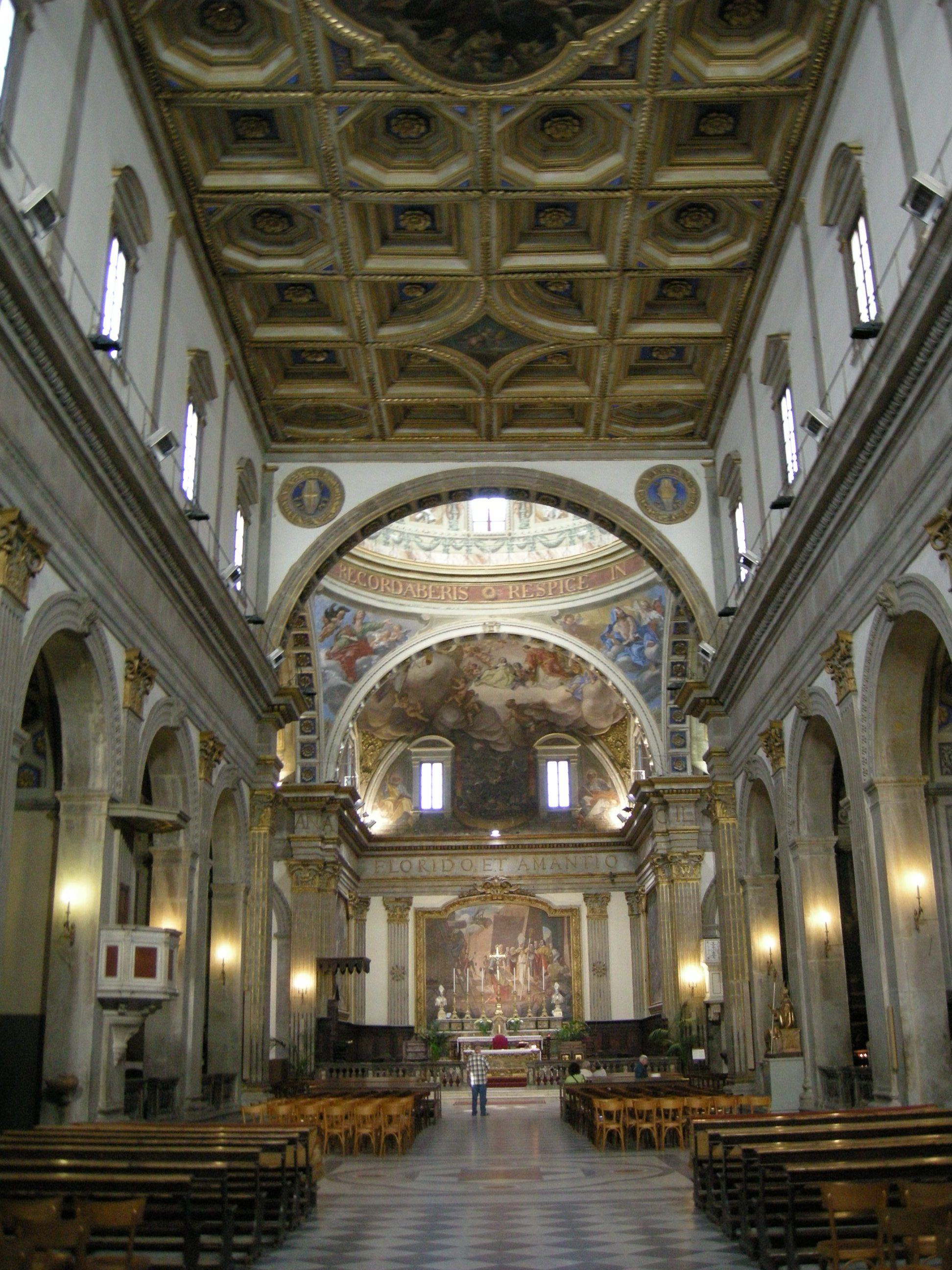
内部

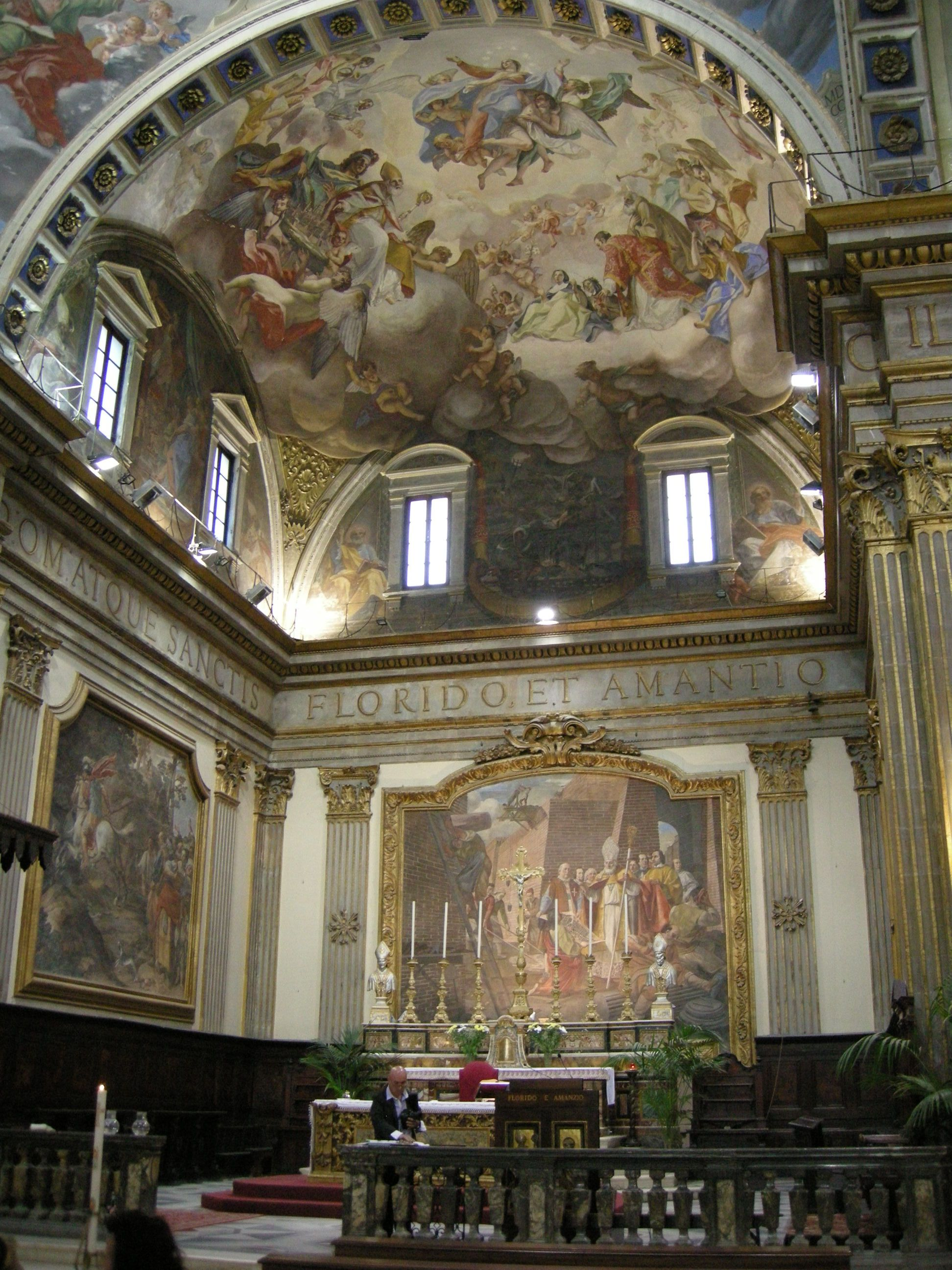

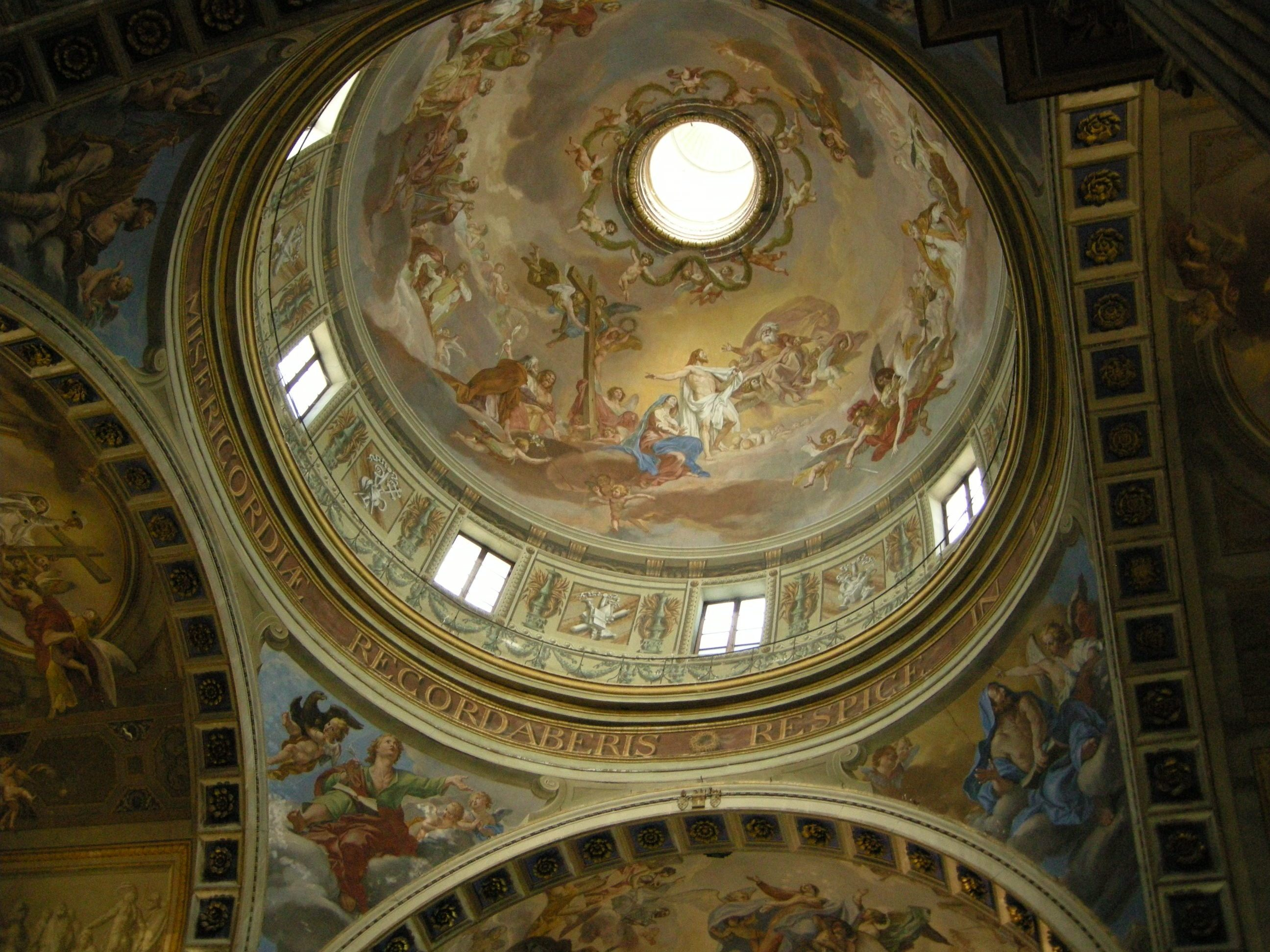

该堂始建于7世纪，1529年8月22日祝圣。
17世纪的立面尚未完成。